# Johanna Bœuf
Johanna Bœuf (Albertville, 11 aprile 1997) è un'ex sciatrice alpina francese.

## Biografia
Attiva in gare FIS dal dicembre del 2013, la Bœuf ha esordito in Coppa Europa il 13 gennaio 2014 a Innerkrems in supergigante (84ª) e in Coppa del Mondo l'11 novembre 2017 a Levi in slalom speciale, senza completare la gara; in seguito avrebbe disputato altre due gare nel massimo circuito (l'ultima è stata lo slalom speciale di Courchevel del 22 dicembre 2018), senza completarne nessuna. Si è ritirata al termine della stagione 2018-2019 e la sua ultima gara è stata lo slalom speciale dei Campionati francesi 2019, disputato il 25 marzo ad Auron e nel quale la Bœuf ha vinto la medaglia di bronzo; non ha preso parte a rassegne olimpiche o iridate.

## Palmarès

### Coppa Europa
- Miglior piazzamento in classifica generale: 93ª nel 2016

### Campionati francesi
- 1 medaglia:
  - 1 bronzo (slalom speciale nel 2019)